# 天園一
鳳凰座δ，又名CD-49 425，HD 9362、SAO 215536、HR 440，是鳳凰座的一颗恒星，视星等为3.95，位于銀經286.27，銀緯-66.75，其B1900.0坐标为赤經1h 27m 5.3s，赤緯-49° -66.75′ 32″。